# Campionati europei di atletica leggera indoor 1981
I XII campionati europei di atletica leggera indoor si sono svolti a Grenoble, in Francia, presso il Palais des Sports, dal 21 al 22 febbraio 1981.

## Risultati

### Uomini
| Specialità | Oro                | Prestazione | Argento            | Prestazione | Bronzo             | Prestazione |
| Corse piane |                    |             |                    |             |                    |             |
| 50 metri | Marian Woronin     | 5"65        | Vladimir Murav'ëv  | 5"76        | Andrej Šljapnikov  | 5"77        |
| 400 metri | Andreas Knebel     | 46"52       | Martin Weppler     | 46"88       | Stefano Malinverni | 46"96       |
| 800 metri | Herbert Wursthorn  | 1'47"70     | András Paróczai    | 1'47"73     | Antonio Páez       | 1'48"31     |
| 1.500 metri | Thomas Wessinghage | 3'42"64     | Uwe Becker         | 3'43"02     | Mirosław Żerkowski | 3'44"32     |
| 2820 metri | Alex Gonzalez      | 7'22"71     | Evgeni Ignatov     | N/A         | Valerij Abramov    | N/A         |
| Corse a ostacoli |                    |             |                    |             |                    |             |
| 50 metri ostacoli | Arto Bryggare      | 6"47        | Javier Moracho     | 6"48        | Guy Drut           | 6"54        |
| Corse su strada |                    |             |                    |             |                    |             |
| 5 km marcia | Hartwig Gauder     | 19'08"59    | Maurizio Damilano  | 19'13"90    | Gérard Lelièvre    | 19'55"02    |
| Salti |                    |             |                    |             |                    |             |
| Salto con l'asta | Thierry Vigneron   | 5,70 m      | Aleksandr Krupskij | 5,65 m      | Jean-Michel Bellot | 5,65 m      |
| Salto in alto | Roland Dalhäuser   | 2,28 m      | Carlo Thränhardt   | 2,25 m      | Dietmar Mögenburg  | 2,25 m      |
| Salto in lungo | Rolf Bernhard      | 8,01 m      | Antonio Corgos     | 7,97 m      | Šamil Abbjasov     | 7,95 m      |
| Salto triplo | Šamil Abbjasov     | 17,30 m     | Klaus Kübler       | 16,73 m     | Aston Moore        | 16,73 m     |
| Lanci |                    |             |                    |             |                    |             |
| Getto del peso | Reijo Ståhlberg    | 19,88 m     | Luc Viudès         | 19,41 m     | Zlatan Saračević   | 19,40 m     |
| record mondiale; record mondiale stagionale; record europeo; record europeo stagionale; record dei campionati; record nazionale; record personale; record personale stagionale. |                    |             |                    |             |                    |             |

### Donne
| Specialità | Oro                   | Prestazione | Argento            | Prestazione | Bronzo             | Prestazione |
| Corse piane |                       |             |                    |             |                    |             |
| 50 metri | Sofka Popova          | 6"17        | Linda Haglund      | 6"17        | Marita Koch        | 6"19        |
| 400 metri | Jarmila Kratochvílová | 50"07       | Natal'ja Bočina    | 52"32       | Verona Elder       | 52"37       |
| 800 metri | Hildegard Ullrich     | 2'00"94     | Svetla Zlateva     | 2'01"37     | Nikolina Shtereva  | 2'02"50     |
| 1.500 metri | Agnese Possamai       | 4'07"49     | Valentina Il'inykh | 4'08"17     | Ljubov' Smolka     | 4'08"64     |
| Corse a ostacoli |                       |             |                    |             |                    |             |
| 50 metri ostacoli | Zofia Bielczyk        | 6"74        | Marija Kemenčeži   | 6"80        | Tat'jana Anisimova | 6"81        |
| Salti |                       |             |                    |             |                    |             |
| Salto in alto | Sara Simeoni          | 1,97 m      | Elżbieta Krawczuk  | 1,94 m      | Urszula Kielan     | 1,94 m      |
| Salto in lungo | Karin Hänel           | 6,77 m      | Sigrid Heimann     | 6,66 m      | Jasmin Fischer     | 6,65 m      |
| Lanci |                       |             |                    |             |                    |             |
| Getto del peso | Ilona Slupianek       | 20,77 m     | Helena Fibingerová | 20,64 m     | Helma Knorscheidt  | 20,12 m     |
| record mondiale; record mondiale stagionale; record europeo; record europeo stagionale; record dei campionati; record nazionale; record personale; record personale stagionale. |                       |             |                    |             |                    |             |

## Medagliere
Legenda
     Paese ospitante
| Posizione | Paese            | Oro | Argento | Bronzo | Totale |
| --------- | ---------------- | --- | ------- | ------ | ------ |
| 1         | Germania Ovest   | 3   | 4       | 2      | 9      |
| 2         | Germania Est     | 3   | 1       | 2      | 7      |
| 3         | Francia          | 2   | 1       | 2      | 6      |
| 3         | Polonia          | 2   | 1       | 2      | 5      |
| 5         | Italia           | 2   | 1       | 1      | 4      |
| 6         | Finlandia        | 2   | 0       | 0      | 2      |
| 6         | Svizzera         | 2   | 0       | 0      | 2      |
| 8         | Unione Sovietica | 1   | 5       | 5      | 11     |
| 9         | Bulgaria         | 1   | 2       | 1      | 4      |
| 10        | Cecoslovacchia   | 1   | 1       | 0      | 2      |
| 11        | Spagna           | 0   | 2       | 1      | 3      |
| 12        | Ungheria         | 0   | 1       | 0      | 1      |
| 12        | Svezia           | 0   | 1       | 0      | 1      |
| 14        | Regno Unito      | 0   | 0       | 2      | 2      |
| 15        | Jugoslavia       | 0   | 0       | 1      | 1      |
| Totale    | Totale           | 19  | 19      | 19     | 57     |